# Camera-Werk Ferdinand Merkel
Das Camera-Werk Ferdinand Merkel war eine 1900 vom Mechanikermeister Ferdinand Merkel in Tharandt bei Dresden gegründete kleine Kamerawerkstatt.

## Geschichte
Anfangs stellten die Werkstatt einfache Holzkameras her, die dann mit Tropenhölzern veredelt wurden. 20 Jahre später wurden die damals typischen Platten-Klappkameras hergestellt. Nach dem 25-jährigen Bestehen der Fabrik stieg die Mitarbeiterzahl und auch das Kameraangebot stark an. Trotz der stetigen Nachfrage nach Merkelschen Kameras ging der Betrieb 1928 konkurs. 
Im Jahr 1929 probierte sich Ferdinand Merkel an einer einfachen Spiegelreflexkamera "Methar", welche allerdings nicht lange produziert wurde. Um trotzdem immer wieder Neuerungen zu präsentieren, wurden ab 1930 Plattenkameras mit einem Bakelite-Mantel als Korrosionsschutz vorgestellt.  
Im Jahr 1932 ging der Betrieb endgültig konkurs. Fritz Richter und seine Frau übernahmen den Betrieb unter dem neuen Namen Kamera-Werk C. Richter. Der Betrieb wurde modernisiert und erweitert. Damit konnte die 1931 vorgestellte Reflecta teilweise in die Produktion überführt werden. Ab der Jahreswende 1933/1934 konnten die ersten Kameras geliefert werden. Die Reflecta war eine zweiäugige Spiegelreflexkamera. Diese Kamera mit ihren technischen Verbesserungen und einem günstigen Preis  wurde zum Kerngeschäft der Firma. Durch den großen Bedarf im In- und Ausland, wurde ein in Wien gesteuerter Weltvertrieb geschaffen. Ab Mitte 1940 musste der Betrieb Zulieferungen für die Rüstungsindustrie leisten und die dbisherige Produktion einstellen.

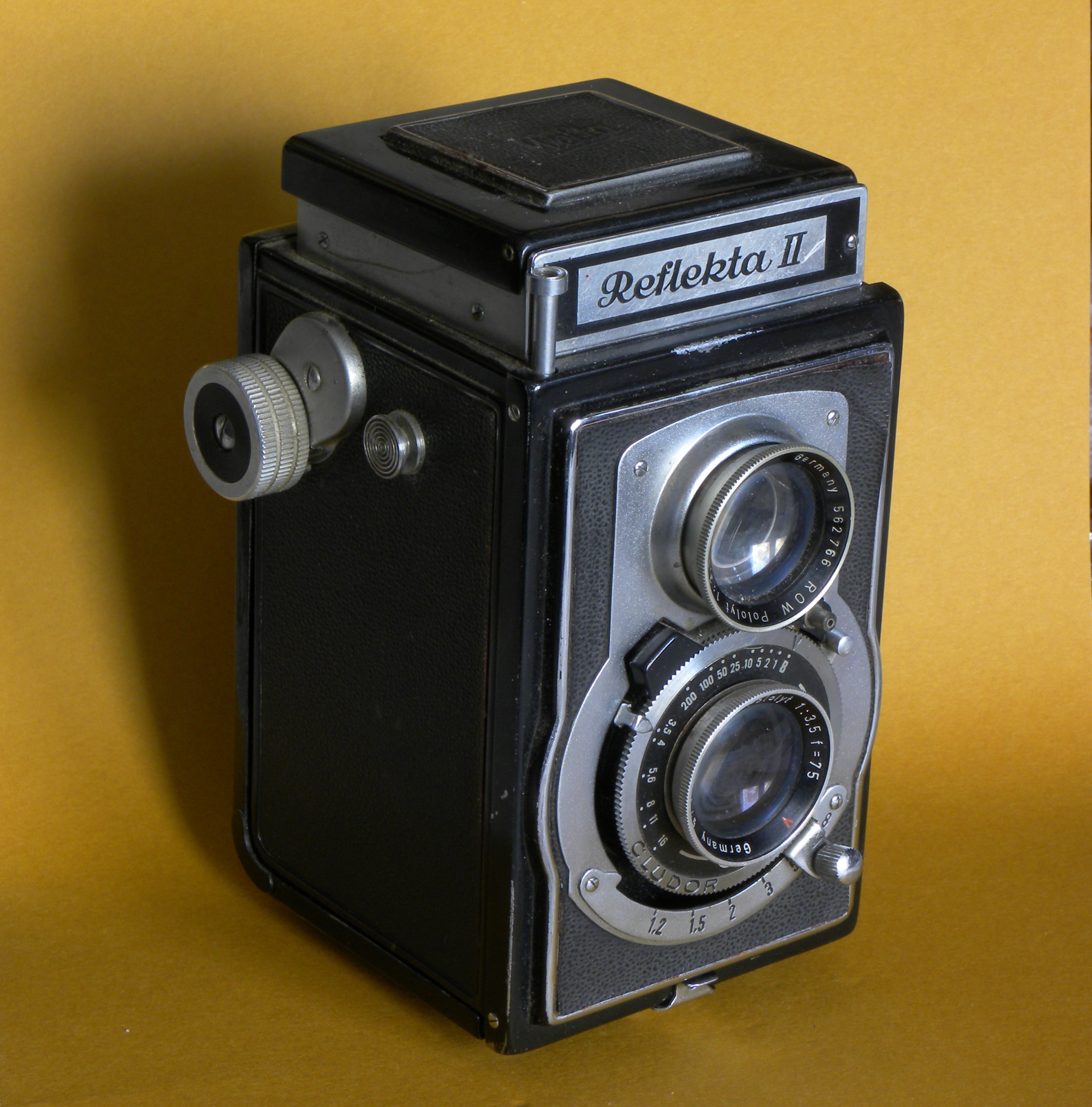
Welta Reflekta II,≈ 1950

Nach Kriegsende wurde die Produktion der Spiegelreflexkamera Reflecta wieder aufgenommen. Im Juli 1945 kam der Befehl zur Demontage des Betriebes. Es blieben nur wenige Maschinen und Einrichtungen. Mit Hilfe von Restbeständen baute man Reflecta-Kameras. Der Betrieb wurde Ende 1945 beschlagnahmt und 1946 vom sächsischen Volksentscheid enteignet. Da die Industrieverwaltung 24 OPTIK den Betrieb übernahm, wurde dieser in Reflekta-Kamerawerk Tharandt, Betrieb der Industrieverwaltung 24 Optik umbenannt. 1947 war die Reflecta wieder verfügbar und die Serienfertigung konnte fortgesetzt werden. Der Betrieb wurde Mitte 1948 der VVB Feinmechanik-Optik-Elektrotechnik des Landes Sachsen unterstellt. Die neue Firmierung hieß nun Kamera-Werk Tharandt. Bei der Leipziger Frühjahrsmesse 1949 stellte der Betrieb die veränderte Kamera vor. Die Kamera wird ab nun auch mit einem "k" statt einem "c" geschrieben. Nach weiteren Veränderungen wurde nun die Reflekta II vorgestellt. Ab dem 1. März 1950 wurden die Kamera-Werke Tharandt dem Welta-Werk eingegliedert.

## Bekannte Produkte
- Flachkamera Minerva
- Mignon
- Mars
- Elite
- Tropenkamera "Phönix"